# 27e Primetime Emmy Awards
De 27e Primetime Emmy Awards, waarbij prijzen werden uitgereikt in verschillende categorieën voor de beste Amerikaanse televisieprogramma's die in primetime werden uitgezonden tijdens het televisieseizoen 1974-1975, vond plaats op 19 mei 1975 in het Hollywood Palladium in Los Angeles, Californië.

## Winnaars en nominaties - televisieprogramma's
(De winnaars staan bovenaan in vet lettertype.)

#### Dramaserie
(Outstanding Drama Series)
- Upstairs, Downstairs
  - Kojak
  - Police Story
  - The Streets of San Francisco
  - The Waltons

#### Komische serie
(Outstanding Comedy Series)
- The Mary Tyler Moore Show
  - All in the Family
  - M*A*S*H
  - Rhoda

#### Miniserie
(Outstanding Limited Series)
- Benjamin Franklin
  - McCloud
  - Columbo

## Winnaars en nominaties - acteurs

### Hoofdrollen

#### Mannelijke hoofdrol in een dramaserie
(Outstanding Lead Actor in a Drama Series)
- Robert Blake als Det. Tony Baretta in Baretta
  - Karl Malden als Det. Lt. Mike Stone in The Streets of San Francisco
  - Barry Newman als Anthony J. Petrocelli in Petrocelli
  - Telly Savalas als Lt. Theo Kojak in Kojak

#### Mannelijke hoofdrol in een komische serie
(Outstanding Lead Actor in a Comedy Series)
- Tony Randall als Felix Unger in The Odd Couple
  - Jack Albertson als Ed Brown in Chico and the Man
  - Alan Alda als Benjamin Franklin Pierce in M*A*S*H
  - Carroll O'Connor als Archie Bunker in All in the Family
  - Jack Klugman als Oscar Madison in The Odd Couple

#### Mannelijke hoofdrol in een miniserie
(Outstanding Lead Actor in a Limited Series)
- Peter Falk als Columbo in Columbo
  - Dennis Weaver als Sam McCloud in McCloud

#### Vrouwelijke hoofdrol in een dramaserie
(Outstanding Lead Actress in a Drama Series)
- Jean Marsh als Rose in Upstairs, Downstairs
  - Angie Dickinson als Suzanne Anderson in Police Woman
  - Michael Learned als Olivia Walton in The Waltons

#### Vrouwelijke hoofdrol in een komische serie
(Outstanding Lead Actress in a Comedy Series)
- Valerie Harper als Rhoda Morgenstern Gerard in Rhoda
  - Mary Tyler Moore als Mary Richards in The Mary Tyler Moore Show
  - Jean Stapleton als Edith Bunker in All in the Family

#### Vrouwelijke hoofdrol in een miniserie
(Outstanding Lead Actress in a Limited Series)
- Jessica Walter als Amy Prentiss in Amy Prentiss
  - Susan Saint James als Sally McMillan in McMillan & Wife

### Bijrollen

#### Mannelijke bijrol in een dramaserie
(Outstanding Continuing Performance by a Supporting Actor in a Drama Series)
- Will Geer als Grandfather in The Waltons
  - J.D. Cannon als Peter B. Clifford in McCloud
  - Michael Douglas als Steve Keller in The Streets of San Francisco

#### Mannelijke bijrol in een komische serie
(Outstanding Continuing Performance by a Supporting Actor in a Comedy Series)
- Edward Asner als Lou Grant in The Mary Tyler Moore Show
  - Rob Reiner als Michael Stivic in All in the Family
  - Gary Burghoff als Walter Eugene O'Reilly in M*A*S*H
  - Ted Knight als Ted Baxter in The Mary Tyler Moore Show
  - McLean Stevenson als Henry Blake in M*A*S*H

#### Vrouwelijke bijrol in een dramaserie
(Outstanding Continuing Performance by a Supporting Actress in a Drama Series)
- Ellen Corby als Esther Walton in The Waltons
  - Angela Baddeley als Mrs. Bridges in Upstairs, Downstairs
  - Nancy Walker als Mildred in McMillan & Wife

#### Vrouwelijke bijrol in een komische serie
(Outstanding Continuing Performance by a Supporting Actress in a Comedy Series)
- Betty White als Sue Ann Nivens in The Mary Tyler Moore Show
  - Julie Kavner als Brenda Morgenstern in Rhoda
  - Loretta Swit als Margaret Houlihan in M*A*S*H
  - Nancy Walker als Ida Morgenstern in Rhoda